# Wilhelm Heinrich Erb
Wilhelm Heinrich Erb (Winnweiler, 30 novembre 1840 – 29 ottobre 1921) è stato un neurologo tedesco.

## Carriera accademica
Nel 1864 egli si laureò all'Università di Heidelberg e per molti anni fu assistente del patologo Nikolaus Friedreich (1825-1882). Egli lavorò inoltre per un periodo con Ludwig von Buhl (1816-1880) a Monaco di Baviera. Nel 1880 Erb ottenne la cattedra di patologia speciale all'Università di Lipsia, dove fu inoltre nominato direttore del policlinico. Nel 1883 egli successe a Friedreich all'università di Heidelberg, dove lavorò fino al suo ritiro nel 1907. I neurologi Ernst Julius Remak (1849-1911) e Max Nonne (1861-1959) furono i suoi più conosciuti allievi.

## Ricerche neurologiche
Erb iniziò la sua carriera medica nelle branche di tossicologia e istologia, ma più tardi I suoi interessi si spostarono sulla neurologia, della quale divenne uno degli esponenti più importanti del diciannovesimo secolo. Egli usò massicciamente test elettrodiagnostici e dimostrò l'accrescimento della sensibilità dei nervi motori nel tetano. A lui è inoltre accreditata la diffusione del martelletto per i riflessi nell'esame neurologico.
Egli compì osservazioni cliniche sulla sifilide e sulla tabe dorsale (mielo-meningoradicolite), tentando di trovare un collegamento della seconda con la prima. Egli inoltre contribuì alla ricerca sulla poliomielite, sulla claudicatio intermittens e sull'atrofia muscolare progressiva.
Egli fu autore di oltre 250 scritti medici, tra i quali Handbuch der Elektrotherapie (Manuale di elettroterapia), e un importante studio sulla paralisi spinale. Nel 1878 Erb descrisse la miastenia gravis, la quale è stata descritta in passato come morbo di Erb-Goldflam, associandovi il nome del neurologo polacco Samuel Goldflam.

## Eponimi a lui associati
- paralisi di Erb-Duchenne, conosciuta anche come paralisi di Erb o paralisi del plesso brachiale, nominata insieme al neurologo Guillaume Benjamin-Amand Duchenne
- paralisi di Erb-Charcot, nominata insieme al neurologo Jean-Martin Charcot
- punto neurologico e punto cardiologico di Erb
- sintomo di Erb-Westphal
- fenomeno di Erb

## Pubblicazioni scelte
- Zur Pathologie and pathologische Anatomie peripherischer Paralysen, 1867/1868
- Spastische Spinalparalyse, 1875
- Handbuch der Krankheiten der peripheren cerebrospinalen Nerven, 1874
- Handbuch der Elektrotherapie, 1882